# Tố Uyên (diễn viên)
Tố Uyên (sinh ngày 19 tháng 7 năm 1948) là một nữ diễn viên điện ảnh người Việt Nam. Bà nổi tiếng với vai Nga trong bộ phim điện ảnh cách mạng năm 1961 Con chim vành khuyên và đã được trao tặng danh hiệu Nghệ sĩ ưu tú đợt 7 vào năm 2011.

## Cuộc đời
Tố Uyên, tên đầy đủ là Nguyễn Tố Uyên, sinh ngày 19 tháng 7 năm 1948. Quê quán của bà ở huyện Thanh Oai, Hà Tây cũ (nay là Hà Nội). Gia đình bà là gia đình nhà giáo, sống trong một căn nhà ở đầu phố Bùi Thị Xuân, quận Hai Bà Trưng, Hà Nội. Bà là họ hàng xa của giáo sư Nguyễn Văn Huyên. Mẹ bà đã mất khi bà lên 9 tuổi và bà ở với người mẹ kế.

## Sự nghiệp
Thuở thiếu thời, Tố Uyên là thành viên Câu lạc bộ thiếu niên Hà Nội và sinh hoạt tại Nhà văn hóa thủ đô. Bà đã tham gia diễn kịch trong đoàn kịch Măng Non của thành phố. Từ khi lên 10 tuổi, bà bắt đầu tham gia lồng tiếng trong những vở phát thanh và phim hoạt họa của Xưởng phim truyện Việt Nam, trong số đó có Ngô, khoai, sắn – được cho là bộ phim hoạt họa đầu tiên của Việt Nam.
Năm 1961, thông qua lời giới thiệu của nhà quay phim Nguyễn Đăng Bảy, Tố Uyên được tuyển đóng vai Nga trong bộ phim tốt nghiệp của đạo diễn Nguyễn Văn Thông: Con chim vành khuyên. Khi đó, bà mới 13 tuổi. Là cuốn phim thuộc thời kỳ đầu điện ảnh cách mạng Việt Nam, Con chim vành khuyên nhanh chóng trở thành tác phẩm kinh điển của điện ảnh Việt Nam thập niên 1960 khi đem về giải Đặc biệt hạng mục phim ngắn từ ban giám khảo Liên hoan phim quốc tế Karlovy Vary – là một trong số nhũng bộ phim Việt Nam đầu tiên có giải thưởng lớn tại đấu trường quốc tế, làm nên tên tuổi Hãng phim truyện Việt Nam – và ghi dấu tài năng diễn xuất của bà lên công chúng suốt nhiều năm. Thậm chí, tuy sau này đã đóng vô số phim khác nhau, vẫn không có vai nào của bà đạt được phong độ như vai diễn cũ.
Sau thành công lớn này, Tố Uyên đã được nhà nước cử đi học Trường Múa Việt Nam. Tại đây, bà học cả piano và là học trò của Nghệ sĩ nhân dân Thái Thị Liên. Cùng trong khoảng thời gian này, bà đã nhiều lần gặp Hồ Chí Minh và được hỏi thăm về gia đình, học tập. Năm 1966, sau khi tốt nghiệp trường múa, bà được điều về Xưởng phim truyện Hà Nội. Đến năm 1967 thì bà hoạt động tại Nhà hát Nhạc Vũ Kịch Việt Nam, tham gia diễn chính trong nhiều vở múa lớn như "Cô Sao", "Núi rừng lên tiếng",... Năm 1969, nữ nghệ sĩ tiếp tục trở lại Xưởng phim Hà Nội để đóng vai chính phim Cô giáo vùng cao. Tác phẩm này đã nhận về bằng khen tại Liên hoan phim Việt Nam lần thứ 2 tổ chức năm 1973. Trong giai đoạn Chiến tranh Việt Nam, bà từng hai lần đi phục vụ biểu diễn ở chiến trường để khích lệ, động viên các chiến sĩ và thương binh Quân đội nhân dân Việt Nam. Bà cũng tham gia làm thuyết minh phim trực tiếp cho nhiều lãnh đạo cao cấp của Đảng và Nhà nước. Tuy nhiên, bà đã gặp phải nhiều bất cập tại hãng phim Việt Nam và đến năm 1985 thì chuyển về làm việc tại FAFIM Việt Nam.
Sau khi chuyển công tác sang FAFIM, Tố Uyên dần không còn hoạt động nhiều ở lĩnh vực điện ảnh, chỉ tham gia các vai diễn ngắn của truyền hình công an, còn công việc chủ yếu là thuyết minh phim, sửa morat, thỉnh thoảng viết báo cộng tác. Trong những năm thập niên 90, bà đã hoạt động mạnh trở lại với tư cách là nhà thơ và có bài in trên báo Tiền phong. Năm 1999, bà cho in tập thơ Ngày ấy mưa rơi do nhà xuất bản Thanh niên ấn hành, gồm 25 bài thơ, đi kèm đó là tư liệu xoay quanh tình yêu và hôn nhân của bà với Lưu Quang Vũ.
Vào năm 2011, bà được xét tặng danh hiệu Nghệ sĩ ưu tú cho lĩnh vực Điện ảnh, bên cạnh hai diễn viên khác là Đức Lưu và Kim Chi. Trước khi có được danh hiệu này, bà đã phải làm hồ sơ xin xét duyệt ba lần và chờ đợi 10 năm. Nhiều báo chí từng gọi tên bà đi kèm "Nghệ sĩ ưu tú", tuy nhiên lúc hỏi rõ mới biết bà chưa có danh hiệu trên. Hậu về hưu, bà đảm nhận chức vụ Trưởng ban Đối ngoại Hội Khuyến học Việt Nam kiêm phó giám đốc Trung tâm phát triển hướng nghiệp cộng đồng của hội. Bà cũng là hội viên Hội Điện ảnh Việt Nam, Hội Múa Việt Nam và Hội Nhà văn Hà Nội.

## Tác phẩm

### Điện ảnh
| Năm  | Phim                    | Vai diễn    | Đạo diễn                                 | Hãng phim                 | Nguồn         |
| ---- | ----------------------- | ----------- | ---------------------------------------- | ------------------------- | ------------- |
| 1962 | Con chim vành khuyên    | Nga         | Nguyễn Văn Thông, Trần Vũ (phó đạo diễn) | Xưởng phim truyện Hà Nội  | [ 24 ] [ 37 ] |
| 1964 | Nổi gió                 | Mai         | Huy Thành, Lê Bá Huyến                   | Hãng phim truyện Việt Nam | [ 24 ] [ 37 ] |
| 1967 | Biển gọi                | Cô Sao      | Nguyễn Tiến Lợi, Nguyễn Ngọc Trung       | Hãng phim truyện Việt Nam | [ 24 ] [ 37 ] |
| 1969 | Cô giáo vùng cao        | Tô Thị Dỉnh | Nông Ích Đạt, Long Vân (phó đạo diễn)    | Xưởng phim truyện Hà Nội  | [ 24 ] [ 37 ] |
| 1971 | Truyện vợ chồng anh Lực | Lụa         | Trần Vũ                                  | Hãng phim truyện Việt Nam | [ 24 ] [ 37 ] |
| 1973 | Những ngôi sao biển     | Nhàn        | Đặng Nhật Minh                           | Hãng phim truyện Việt Nam | [ 24 ] [ 37 ] |
| 1974 | Dòng sông âm vang       | Dung        | Nguyễn Đỗ Ngọc                           | Hãng phim truyện Việt Nam | [ 24 ] [ 37 ] |
| 1975 | Ngày lễ Thánh           | Nhài        | Bách Diệp                                | Hãng phim truyện Việt Nam | [ 24 ] [ 37 ] |

### Truyền hình
| Năm  | Phim                | Vai diễn | Đạo diễn       | Hãng phim                           | Nguồn  |
| ---- | ------------------- | -------- | -------------- | ----------------------------------- | ------ |
| 2017 | Hoa cỏ may (phần 3) | Mẹ Thủy  | Lưu Trọng Ninh | Trung tâm Phim truyền hình Việt Nam | [ 38 ] |

### Phim hoạt hình
| Năm  | Phim            | Hãng phim          | Ghi chú                                         | Nguồn |
| ---- | --------------- | ------------------ | ----------------------------------------------- | ----- |
| 1961 | Ngô, khoai, sắn | Hãng phim Việt Nam | Được cho là phim hoạt họa đầu tiên của Việt Nam | [ 8 ] |

### Vở múa
| Năm | Vở múa               | Vai diễn | Nguồn  |
| --- | -------------------- | -------- | ------ |
| —   | "Cô Sao"             | —        | [ 36 ] |
| —   | "Núi rừng lên tiếng" | —        | [ 36 ] |
| —   | "Chị Sứ"             | —        | [ 36 ] |
| —   | "Hòn Đất"            | —        | [ 38 ] |

### Thơ
| Năm  | Tập thơ         | Nguồn  |
| ---- | --------------- | ------ |
| 1999 | Ngày ấy mưa rơi | [ 32 ] |

## Đời tư
Mối tình đầu của bà là với nhà thơ, nhà viết kịch Lưu Quang Vũ. Hai người từng quen nhau từ thuở nhỏ, cùng sinh hoạt tại đội ca múa Cung Thiếu nhi Hà Nội. Đến năm 1969, cả hai kết hôn rồi năm 1970 bà hạ sinh con trai là Lưu Minh Vũ. Sau ba năm chung sống, bà và chồng đã ly hôn vào 1972 khi con chưa đầy hai tuổi; Lưu Quang Vũ sau đó tiến đến hôn nhân với nhà thơ Xuân Quỳnh. Lý do ly hôn được cho là do mặc cảm về sự nghiệp từ phía Lưu Quang Vũ.
Sau khi ly hôn, bà trở thành mẹ đơn thân và một mình nuôi con trai khôn lớn. Do tiền lương ít ỏi, bà đi kiếm việc làm thêm, trong đó có cả công việc bê vác, vận chuyển các băng phim. Bà tiến thêm bước nữa với một người đàn ông khác nhưng kết thúc chỉ sau hai năm, sinh ra một cô con gái. Tính đến năm 2007, Tố Uyên đã lên chức bà nội và có hai người cháu trai. Hiện bà đang cư trú trong một ngôi nhà nhỏ ở phố Tô Hiến Thành, Hà Nội. Căn nhà được bà tự xin giấy tờ, thuê thợ xây nên trong thời gian Minh Vũ đi du học tại Đức.
Năm 2016, Tố Uyên vô tình dính vào một sự cố phát sóng của Đài Truyền hình Việt Nam (VTV). Theo đó, bản tin Thời sự lên sóng ngày 15 tháng 8 – đưa tin về việc "Đề nghị truy tặng giải thưởng Hồ Chí Minh về văn học nghệ thuật" cho một số văn nghệ sĩ bao gồm Xuân Quỳnh – đã sử dụng nhầm chân dung diễn viên Tố Uyên thay vì hình ảnh cố nhà thơ. Vào ngày 18 tháng 8 cùng năm, phó trưởng Ban Thời sự VTV Bùi Hồng Phúc đã ký vào một lá thư xin lỗi gửi đến gia đình Xuân Quỳnh và Tố Uyên vì sai sót trên.